# 莱比锡火车总站
莱比锡火车总站又稱萊比錫中央車站（德語：Leipzig Hauptbahnhof）是德國薩克森邦主要大城萊比錫的主車站，由德國鐵路公司經營管理，是欧洲最大的火车站之一。車站面积83,460 m²，拥有24个月台，平均每天有15万乘客，每年共计有5400万人使用中央车站。
莱比锡中央车站于1915年建成，起初時原為皇家薩克森鐵路與普魯士國營鐵路公司兩家鐵路業者所共用的聯合車站。因此，其車站建筑的设计很独特，有两个分别归属两个公司、造型相同的穹顶入口大厅。德国各铁路系统合并成為德意志國營鐵路（Deutsche Reichsbahn）後，两个大厅互相獨立的設計失去實際用途，但建築本身仍被保留。車站在第二次世界大战中遭到轰炸，大堂的屋顶坍塌，其中一个入口大厅被摧毁。之後东德铁路部门在1950年代将其恢复原貌。
德国统一后，该站的新主人对其进行了大规模改造，开辟了购物商场。德國鐵路公司主導的萊比錫城市隧道以地下隧道的型式連結南邊位於萊比錫市中心的市場車站與萊比錫中央車站。該計畫预计於2013年底時完工。

## 相关图片

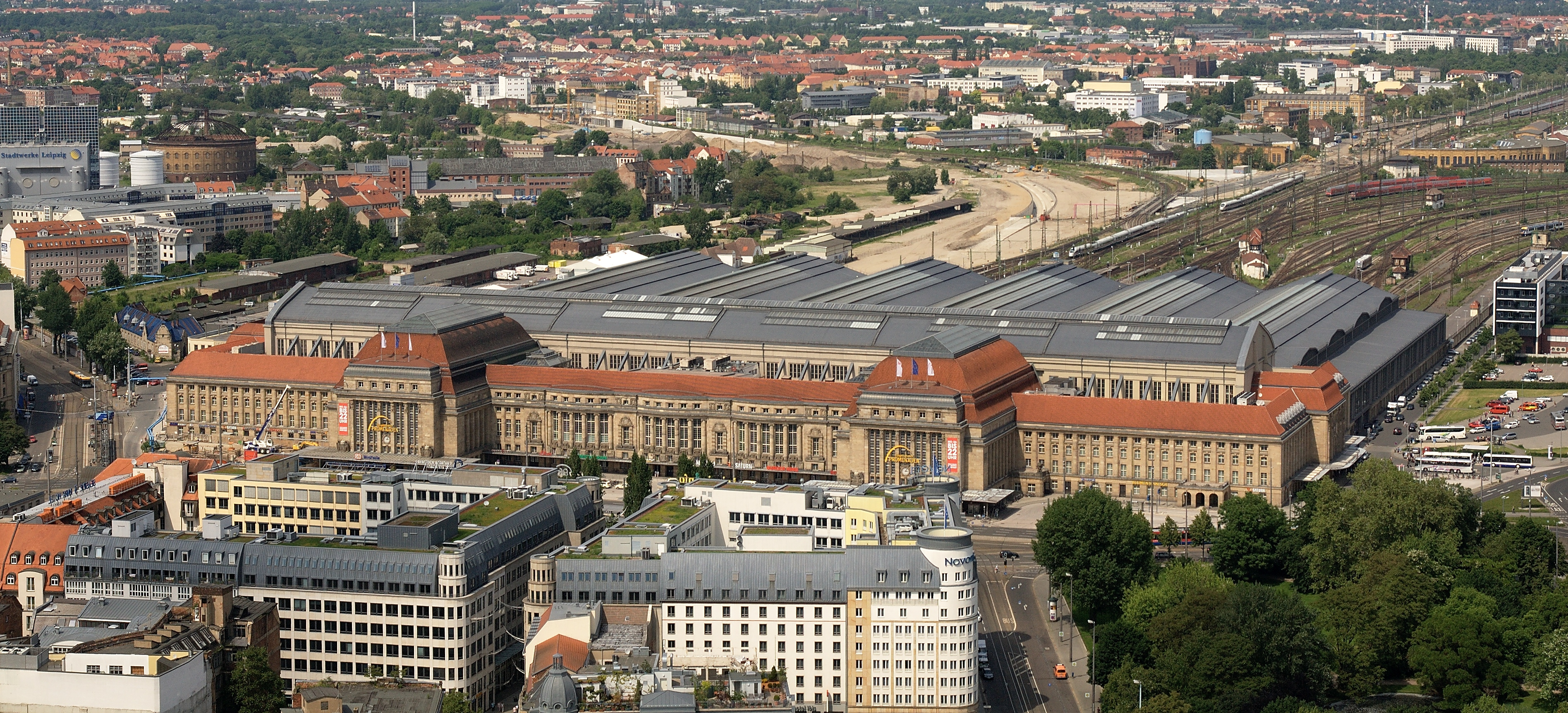
車站全景
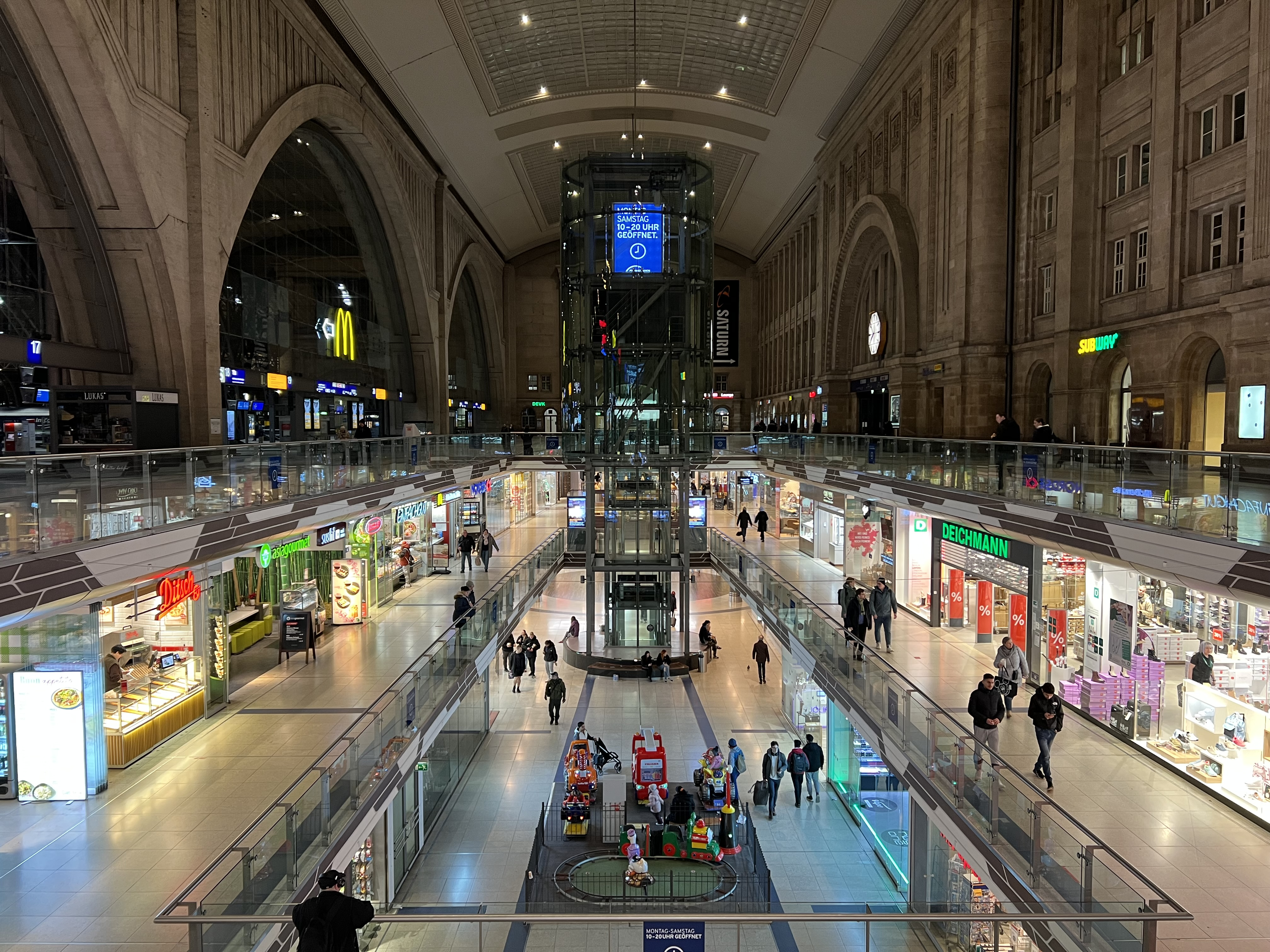
萊比錫車站內的商店街樓層。
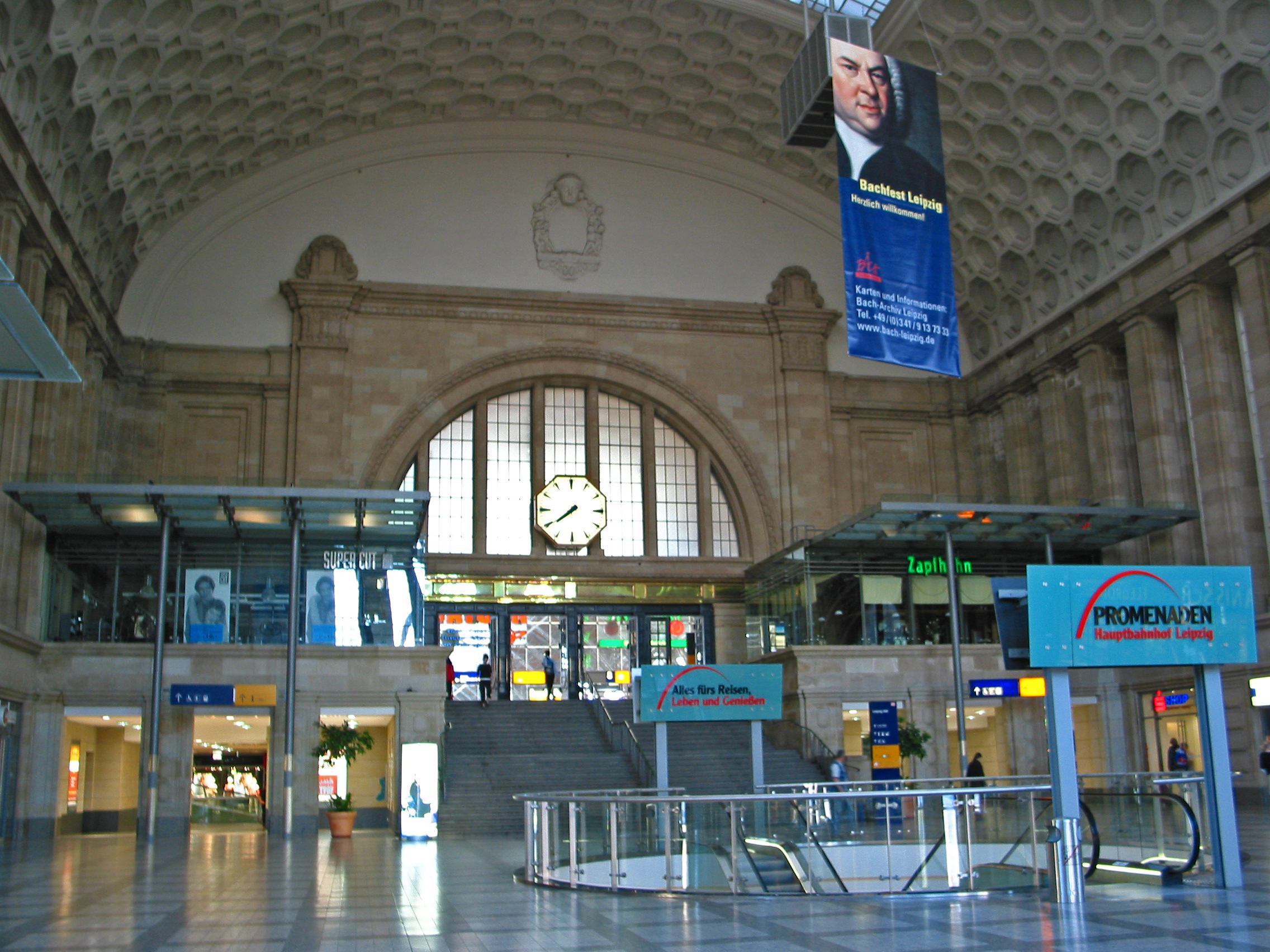
雙穹頂入口中靠西側的一座。
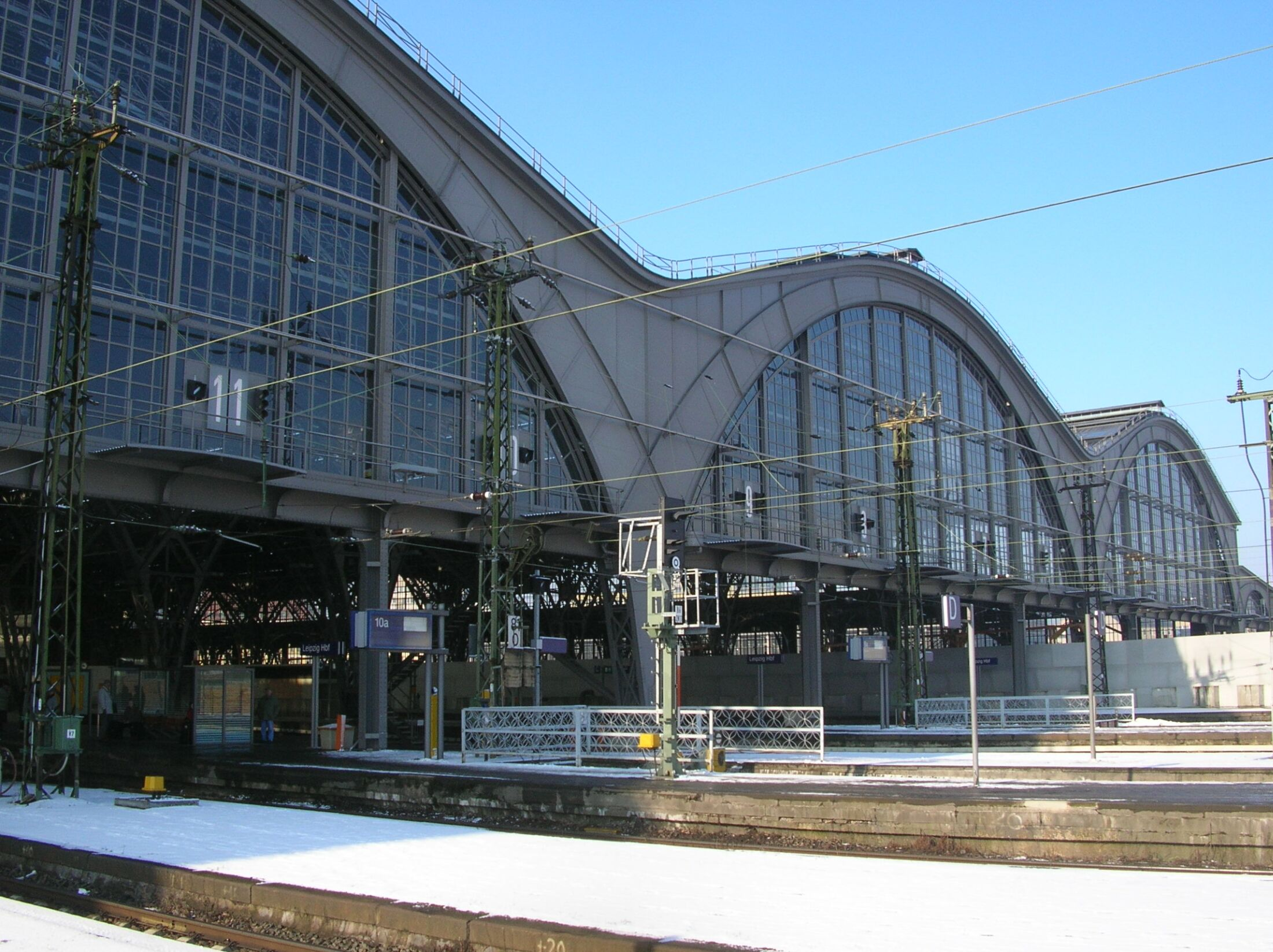
自13號月台望向車站的月台端出入口，採終點站構造設計的萊比錫車站，列車是以同方向進出方式運作。
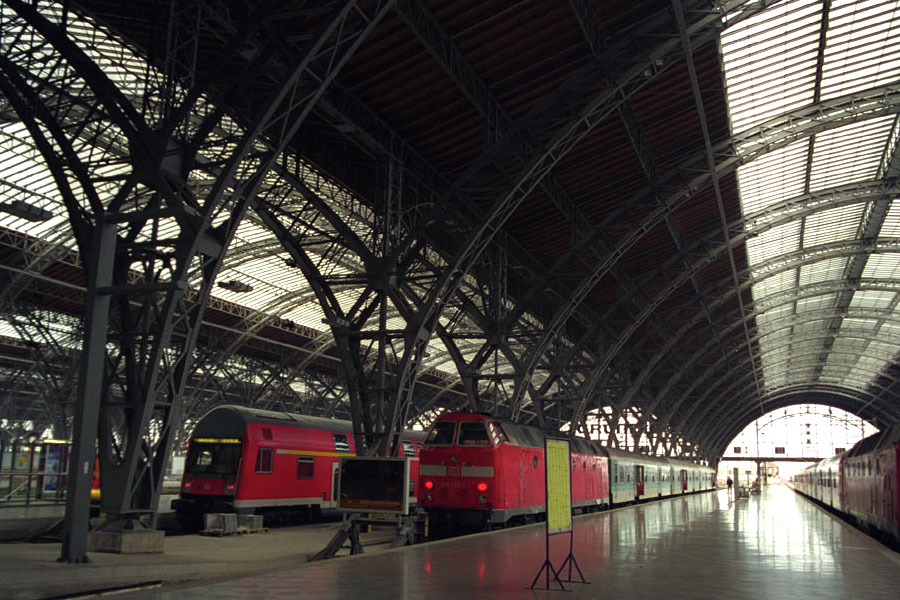
設置有頂蓋的月台區一景。